# Blanca Leonora Restrepo
Blanca Leonora Restrepo ( 1964 - ) es una bióloga y botánica colombiana.
- La abreviatura «Restrepo» se emplea para indicar a Blanca Leonora Restrepo como autoridad en la descripción y clasificación científica de los vegetales.[1]